# James Clarence Mangan
James Clarence Mangan (Dublino, 1º maggio 1803 – 20 giugno 1849) è stato un poeta irlandese.